# Mine de F'Derick
La mine de F'Derick est une mine de fer située à l'extrémité ouest de la Kedia d'Idjil en Mauritanie. Elle est la première mine mauritanienne, exploitée dès le début des années 1960 par la MIFERMA, jusqu'en 1983. L'usine emploie plusieurs milliers de salariés. Le gisement appartient à la Société nationale industrielle et minière de Mauritanie (SNIM), et est exclusivement exploité par cette dernière jusqu'en 2019, année où un accord est conclu avec une société d'exploitation canadienne, BCM International. 
Ce sont ses éboulis qui seront d'abord ramassés (mission confiée à l'entreprise Zanichelli).
En 2011, la société SNIM annonce des bénéfices historiques, évalués à 415 milliards d'ouguiyas, soit plus d'un milliard de dollars, en raison d'une hausse de la production (11 millions de tonnes de minerai), et prévoit une production à 25 millions de tonnes pour 2018.
En 2018, la SNIM fait réaliser une étude qui évalue les réserves de la mine à entre 30 et 40 millions de tonnes de minerai, d'une teneur en fer de 60%. Le coût de production est estimé à 20 dollars la tonne, ce qui la rend particulièrement profitable dans un marché où la tonne dépasse généralement les 100 dollars.
Comme les mines de Rouessat et Tazadit, elle achemine par wagons, qui se rassemblent pour former le train le plus long et le plus lourd du monde, le minerai vers la ville portuaire de Nouadhibou.

## Origine du nom et géographie
Son nom est celui donné au village F'Derick situé en contrebas, dont l'ancien nom est « Fort Gouraud ». La colline, détachée de la Kedia, était, avant l'exploitation qui l'a complètement transformée, remarquable par sa forme en conique.

## Accord avec la société BCM International
En mai 2019, le ministre de l'Économie et des Finances mauritanien Moctar Ould Diay signe un accord avec la société australienne BCM International pour l’exploitation de la mine de F'Dérick. L’accord prévoit la création d’une société mixte comprenant des opérateurs australiens et mauritaniens pour l’exploitation d’un gisement de 30 millions de tonnes de minerai de fer. La BCM détiendra 80 % du capital et les 20 % restants reviendront à la SNIM. L'accord, négocié par le beau-frère de l'ex-président Aziz, Mohamed Ould Msaboue et l’homme d’affaires Mohyedine Ould Sahraoui, est dénoncé par l'opposition, dont Mohamed Ould Maouloud qui le qualifie de « bradage de la ressource nationale », arguant que la SNIM a les capacités techniques et humaines nécessaires à l'exploitation du gisement,.
Depuis, la Mauritanie s'est à nouveau penchée sur le dossier, des groupes de travail ont été constitués et l'accord a finalement été remis en cause en octobre 2019. 